# Rhys Ifans
Rhys Ifans (Haverfordwest (Pembrokeshire), 22 juli 1967) is een Britse acteur uit Wales. Hij werd vooral bekend als de man die inwoont bij Hugh Grant in de film Notting Hill en die later verloofd raakt met diens zusje. Ook speelde hij de hoofdrol in de videoclip van Oasis' single The Importance of Being Idle.
Eind 2007 werd bekend dat hij en de Britse actrice Sienna Miller een relatie hebben. Hij zou, net als zij, inmiddels een zwaluw op zijn arm getatoeëerd hebben. Deze relatie eindigde in juni 2008. Van 2011 tot 2014 had Ifans een relatie met actrice Anna Friel.
In 2010 vertolkte hij de rol van Oom Phil in Nanny McPhee and the Big Bang en speelt hij Xenofilus Leeflang in deel 1 en deel 2 van Harry Potter en de Relieken van de Dood. Tevens speelde hij in 2010 met Ben Stiller in de film Greenberg, vertolkte hij de rol van Howard Marks in Mr. Nice en speelde hij in 2016 met Johnny Depp in de film Alice Through the Looking Glass. 
In 2012 werd hij gecast voor de rol van Dr. Curt Connors / The Lizard in The Amazing Spider-Man, negen jaar later vertolkte hij deze rol wederom in de film Spider-Man: No Way Home in 2021.

## Filmografie
| Jaar | Titel                                         | Rol                           | Opmerking |
| ---- | --------------------------------------------- | ----------------------------- | --- |
| 1995 | Streetlife                                    | Kevin                         | |
| 1996 | August                                        | Griffiths                     | |
| 1997 | Twin Town                                     | Jeremy Lewis                  | |
| 1997 | Trial & Retribution, Series 1                 | Michael Dunn                  | |
| 1998 | Dancing at Lughnasa                           | Gerry Evans                   | |
| 1999 | Heart                                         | Alex Madden                   | |
| 1999 | You're Dead                                   | Eddie                         | |
| 1999 | Notting Hill                                  | Spike                         | Genomineerd – BAFTA Award for Best Actor in a Supporting Role Genomineerd – Satellite Award for Best Supporting Actor: Musical or Comedy |
| 2000 | Rancid Aluminium                              | Pete Thompson                 | |
| 2000 | Love, Honour and Obey                         | Matthew                       | |
| 2000 | Kevin and Perry Go Large                      | Eyeball Paul                  | |
| 2000 | The Replacements                              | Nigel Gruff                   | |
| 2000 | Little Nicky                                  | Adrian                        | |
| 2001 | Hotel                                         | Trent Stoken                  | |
| 2001 | Christmas Carol: The Movie                    | Bob Cratchit                  | stem |
| 2001 | The Shipping News                             | Beaufield Nutbeem             | |
| 2001 | Human Nature                                  | Puff                          | |
| 2001 | The 51st State                                | Iki                           | |
| 2002 | Once Upon a Time in the Midlands              | Dek                           | |
| 2003 | Danny Deckchair                               | Danny Morgan                  | |
| 2004 | Vanity Fair                                   | William Dobbin                | |
| 2004 | Enduring Love                                 | Jed                           | Genomineerd – Empire Award for Best British Actor                                                                                        |
| 2005 | Midsummer Dream                               | Lysander                      | Stem: Engelse versie |
| 2005 | Chromophobia                                  | Colin                         | |
| 2006 | Garfield: A Tail of Two Kitties               | McBunny                       | stem |
| 2007 | Four Last Songs                               | Dickie                        | |
| 2007 | Hannibal Rising                               | Grutas                        | |
| 2007 | Elizabeth: The Golden Age                     | Robert Reston                 | |
| 2008 | Come Here Today                               | Alex                          | |
| 2008 | A Number                                      | Benard (B2)                   | |
| 2009 | The Informers                                 | Roger                         | |
| 2009 | The Boat That Rocked                          | Gavin Kavanagh                | |
| 2009 | Mr. Nobody                                    | Nemo's vader                  | |
| 2010 | Mr. Nice                                      | Howard Marks                  | |
| 2010 | Greenberg                                     | Ivan Schrank                  | |
| 2010 | Passion Play                                  | Sam Adamo                     | |
| 2010 | Nanny McPhee and the Big Bang                 | Uncle Phil                    | |
| 2010 | Harry Potter and the Deathly Hallows – Part 1 | Xenophilius Lovegood          | |
| 2010 | Exit Through the Gift Shop                    | Verteller                     | |
| 2011 | Anonymous                                     | Edward de Vere                | |
| 2011 | Neverland                                     | James Hook                    | TV film |
| 2012 | The Corrections                               | Onbekend                      | Niet uitgezonden proefaflevering |
| 2012 | The Five-Year Engagement                      | Winton Childs                 | |
| 2012 | The Amazing Spider-Man                        | Dr. Curt Connors / The Lizard | Nominated – Teen Choice Award for Choice Movie Villain                                                                                   |
| 2014 | She's Funny That Way                          | Seth Gilbert                  | |
| 2016 | Snowden                                       | Corbin O'Brian                | |
| 2016 | Alice Through the Looking Glass               | Zanik Hightopp                | |
| 2019 | Official Secrets                              | Ed Vulliamy                   | |
| 2021 | Spider-Man: No Way Home                       | Dr. Curt Connors / The Lizard | |
| 2024 | Venom: The Last Dance                         | Martin Moon                   | |

- Bibsys: 2131622
- Biblioteca Nacional de España: XX1598390
- Bibliothèque nationale de France: cb14188929p (data)
- Catàleg d'autoritats de noms i títols de Catalunya: 981058510871106706
- Gemeinsame Normdatei: 143218301
- International Standard Name Identifier: 0000 0001 1061 2949
- Library of Congress Control Number: no2002098254
- MusicBrainz: eb7900ee-95a2-43fc-8ff5-963aa5709558
- Nationale Bibliotheek van Tsjechië: xx0085803
- Nationale Bibliotheek van Israël: 987007430827505171
- Nationale Bibliotheek van Polen: a0000001256151
- Nederlandse Thesaurus van Auteursnamen: 250630850
- Système universitaire de documentation: 08527870X
- Virtual International Authority File: 48904856
- WorldCat: E39PBJm4TRr88X74W8dWb8H9jC